# Imre Benkő
Pour les articles homonymes, voir Benkő.
Imre Benkő, né le 17 février 1943 à Budapest, est un photographe hongrois.

## Biographie
Né en 1943, il commence à photographier en 1963, et remporte un grand prix de l'exposition nationale en 1968 qui lui permet d'entrer dans une agence hongroiseen tant que reporter photographe. Il est membre du comité directeur de l'association des photographes hongrois depuis 1978.

## Expositions
- 1972, 1974 : Budapest
- 1975 : Amsterdam
- 1975 : Esytergom, Hongrie

## Distinctions
- 1980 : 1er prix du concours international de photo des Jeux olympiques de Moscou
- 1981 : prix Béla Balázs